# 真理の基準問題の大討論
真理の基準問題の大討論（しんりのきじゅんもんだいのだいとうろん、中国語: 真理标准大讨论、真理标准问题大讨论）は、1978年に中華人民共和国で発生した、「実践は真理を検証する唯一の基準だ（中国語: 实践是检验真理的唯一标准）」と「二つのすべて（中国語: 两个凡是）」のスローガンに代表される、2つの執政指導思想との間で繰り広げられた論争である。この論争では、鄧小平を中心とする「求是派」と華国鋒を中心とする「凡是派」が激しく対立した。これは、経済建設を重視する改革開放路線と、階級闘争を重視する文化大革命路線との間の闘争でもあった。真理の基準問題の大討論は、「実践は真理を検証する唯一の基準だ（中国語: 实践是检验真理的唯一标准）」と題する論文の発表を契機に始まり、社会全体にわたる思想解放運動を引き起こし、「新啓蒙運動」の出発点となった。この討論は、鄧小平や胡耀邦らが主導した「撥乱反正（混乱を鎮めて正常に戻す）」の重要な一環でもあった。

## 沿革

### 歴史的背景
1976年10月、文化大革命が終結した後、多くの人々が冤罪や誤った判決の是正、文化大革命の誤りの修正を求め始めた。しかし、華国鋒らは「二つのすべて（中国語: 两个凡是）」を堅持し、毛沢東時代の路線を継続した。1977年7月、鄧小平は中国共産党第十期中央委員会で三度目の政界復帰を果たし、同年9月には教育部幹部との会談で初めて「撥乱反正」を進める必要性を提起した。

### 社会大討論
1978年5月10日、中共中央党校の内部刊行物『理論動態』第60期に論文「実践は真理を検証する唯一の基準だ（中国語: 实践是检验真理的唯一标准）」が掲載された。当該論文は、南京大学教授の胡福明が執筆し、胡耀邦が審査したものであった。5月11日、『光明日報』が当該論文を「本紙特約評論員」名義で公に発表し、同日、新華社が当該論文を「国内ニュース」のトップ記事として全国へ配信した。5月12日には、『人民日報』と『解放軍報』、および多くの省級党機関紙が全文を転載し、5月13日には全国の大多数の省級党機関紙がこれを掲載した。この論文は、実践が真理を検証する基準であるだけでなく、「唯一の基準」であると主張していた。その発表は全国的な反響を呼び、一大論争へと発展した。5月19日、鄧小平は文化部核心領導小組の責任者と接見した際に、「この論文はマルクス・レーニン主義に合致しているではないか。否定できるものではない！（中国語: 文章符合马克思列宁主义嘛，扳不倒嘛！）」と述べた。
同年6月2日、鄧は全軍政治工作会議において、「我々は必ず林彪や『四人組』の悪影響を一掃し、混乱を鎮め正常化し、精神的束縛を打ち破り、我々の思想を大きく解放しなければならない。これは極めて重大な任務である」と述べた。鄧は毛沢東思想を全面的かつ正確に捉えるべきだと主張し、真理の標準問題に関する議論を支持した。この議論は葉剣英、李先念、陳雲といった中国共産党の元老たちからも支持を受けた。陳雲らは「実践は真理を検証する唯一の基準だ」の示す見解を支持した。その後、鄧小平・胡耀邦を代表とする「求是派」と、華国鋒・汪東興を代表とする「凡是派」の間で激しい論争が展開された。同時期、北京では民間で「西単民主の壁（中国語: 西单民主墙）」運動が芽生え、「求是派」を支持し、民主と自由を求める声が高まった。この運動はその後、「北京の春」と呼ばれる民主化運動へと発展した。
1978年8月、遼寧省委第一書記の任仲夷は「理論上の根本的な誤りを正す（中国語: 理论上根本的拨乱反正）」と題する文章を発表し、「二つのすべて」を批判した。任は、「もし『二つのすべて』に従うならば、文化大革命や『批鄧、反撃右傾翻案風（鄧小平批判と文革の見直しを図る右傾化の動きへの反撃）』も擁護しなければならないことになる」と指摘し、これに疑問を呈した。そして、「およそ実践によって正しいと証明されたものは堅持し、実践によって誤りだと証明されたものは是正すべきだ」と主張した。一方、1978年11月10日から12月15日にかけて開催された中央工作会議では、会議報告に毛沢東著作編集出版委員会弁公室副主任兼党委副書記である呉冷西の論文が掲載された。彼は、「『実践は真理を検証する唯一の基準だ』という主張は理論的に誤りであり、毛沢東思想という赤旗を倒そうとするものだ」と批判した。

### 論争の結果

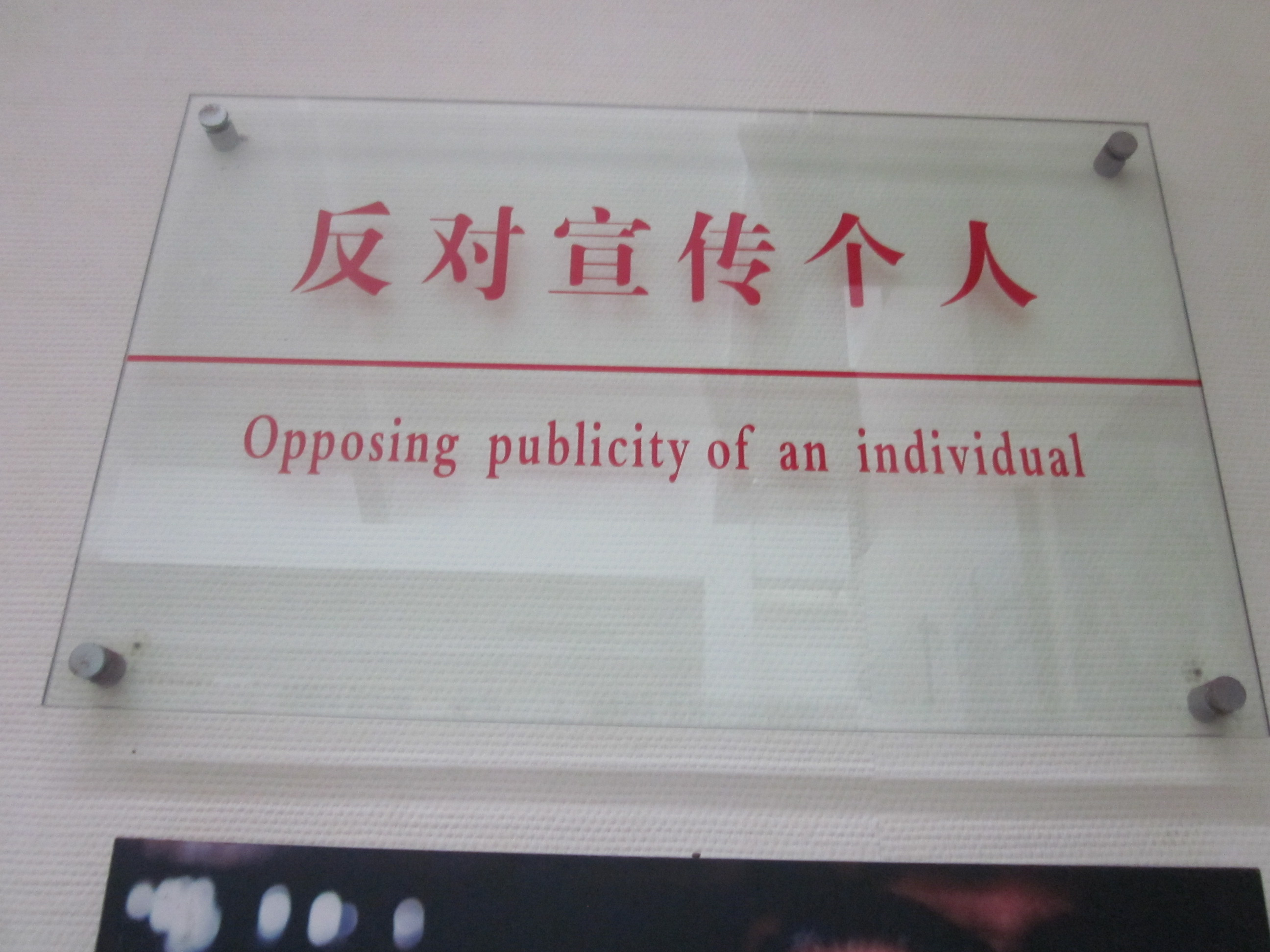
胡耀邦故居内の標語

真理の基準をめぐる議論は、長年にわたり社会に根付いていた盲目的な「毛沢東崇拝」、思想の硬直化、および各種教条主義を打破し、広範で深い思想解放運動を生み出した。1978年12月13日、鄧小平は中国共産党中央工作会議の閉幕式において、「思想を解放し、実事求是し、一致団結して前進しよう（中国語: 解放思想，实事求是，团结一致向前看）」と題した演説を行い、「実践こそが真理を検証する唯一の基準だ」と強調し、「二つのすべて」の考え方を否定した。そして、次のように述べた：
現在進行されている「実践は真理を検証する唯一の基準だ」問題に関する議論は、実際には思想を解放すべきかどうかの論争でもある。多くの人々がこの議論は非常に必要であり、大きな意義を持つと考えている。議論の経過を見ても、その重要性はますます明らかになっている。一つの党、一つの国家、一つの民族が、すべてを書物の教えに基づいて考え、思想が硬直化し、迷信が蔓延すれば、前進することはできず、その活力は失われ、ついには党も国も滅びることになる。これは毛沢東同志が整風運動の際に繰り返し述べたことである。思想を解放し、実事求是を貫き、あらゆることを実際から出発させ、理論と実際を結びつけてこそ、我々の社会主義現代化建設は順調に進められ、また、我々の党のマルクス・レーニン主義および毛沢東思想の理論も順調に発展させられるのである。この意味において、真理の基準をめぐる議論は、まさに思想路線の問題であり、政治の問題であり、党と国家の前途と運命に関わる問題である。
この演説は、中華人民共和国の歴史上、思想解放の重要な象徴となった。その後、12月18日から22日にかけて開催された中国共産党第十一期中央委員会第三回全体会議（十一届三中全会）において、「求是派」が「凡是派」に対して優位に立ち、鄧小平が指導的地位を確立した。これにより、鄧は華国鋒に代わり、中華人民共和国の事実上の最高指導者となった。

## その後の影響
1979年3月、鄧小平は理論工作務虚会において「四つの基本原則」を提起し、これが当時の思想解放と言論の自由のレッドラインとなった。一方、「真理の基準問題の大討論」を起点とする民間の思想解放運動や思想啓蒙運動は、中国大陸において「五四運動」に次ぐ「新啓蒙運動」と広く称され、1980年代全体を通じて展開され、改革開放の基礎を築いた。
1980年9月、華国鋒はもはや国務院総理を兼任せず、改革派の指導者である趙紫陽がその職務を引き継いだ。1981年6月、中国共産党第十一期中央委員会第六回全体会議では、「建国以来の党の若干の歴史問題についての決議（中国語: 关于建国以来党的若干历史问题的决议）」が採択され、文化大革命を全面的に否定した。中共公式はこれを指導思想における「撥乱反正」の基本的な完了を示すものとし、また「真理の基準問題」論争の終了も意味すると見なした。会議では、華国鋒が中国共産党中央委員会主席と中央軍事委員会主席の職務を辞し、それぞれ胡耀邦と鄧小平がその職を引き継いだ。